# Sequeira (Uruguay)
Sequeira es una localidad uruguaya del departamento de Artigas.

## Geografía
La localidad se sitúa al sur del departamento de Artigas, entre la cañada de los Talas y el arroyo de Sequeira, al norte del río Arapey Chico, en la zona llamada Paso del Sauce. Su eje principal es la Ruta 4, que la une al norte con la ciudad de Artigas (80 km), y al sur con la ruta 31, la cual a su vez la conecta con la ciudad de Salto (130 km).

## Historia
El nombre proviene del comandante guaraní-misionero Ramón Sequeira, sublevado en 1832 contra el gobierno de Fructuoso Rivera, quien pretendía reducir a los nativos rebeldes y restablecer el control estatal sobre la colonia indígena de Cuareim, actual Bella Unión. El 5 de junio de ese año Sequeira fue sorprendido y derrotado por tropas al mando de Bernabé Rivera en el río Arapey Chico. Existen otras historias de cómo llegó a tener ese nombre pues un arroyo lleva el mismo y también una vieja estancia llevaba ese nombre.
El 11 de enero de 1996 un tornado arrasó con muchas casas, el pueblo fue totalmente reconstruido con edificaciones más sólidas que se distribuyen a ambos lados de la ruta 4.
La localidad fue elevada oficialmente a la categoría de pueblo por ley 17.413 del 2 de noviembre de 2001.

## Población
Según el censo de 2023 la localidad contaba con una población de 1081 habitantes.
| 880           | 802 | 650 | 877 | 970 | 1149 | 1081 |
| (Fuente: INE) |     |     |     |     |      |      |

Sequeira se caracteriza por un importante número de personas longevas.

## Economía
Es un centro de servicios en un área agrícola y ganadera extensiva, con acento en la cría de ovinos y la producción arrocera. Ha experimentado un fuerte éxodo rural.